# درو تارور
درو تارور (انگلیسی: Drew Tarver؛ زادهٔ ۴ دسامبر ۱۹۸۸) هنرپیشه، و کمدین اهل ایالات متحده آمریکا است. وی از سال ۲۰۱۱ میلادی تاکنون مشغول فعالیت بوده‌است. او اخیراً در سریال دوتای دیگر از شبکه کمدی سنترال بازی می‌کند.

## زندگی شخصی
او در گلن ویل، جورجیا زاده شد. پدرش صاحب یک مغازهٔ آب‌نبات فروشی است. او دو خواهر به نام‌های آماندا و کیتلین تارور، خواننده، دارد.
او در ۲۶ سالگی آشکارسازی کرد. او یک دوجنسگرا است.